# 스펙트럼 열
호몰로지 대수학에서 스펙트럼 열(spectrum列, 영어: spectral sequence)은 어떤 호몰로지 또는 코호몰로지에 대한 일련의 근사들을 나타내는 수학적 대상이다.

## 정의
어떤 아벨 범주 {\displaystyle {\mathcal {C}}}의 대상들이 두 개의 정수 등급(grading) {\displaystyle (p,q)\in \mathbb {Z} ^{2}}을 가진다고 하자. 이 경우, (코호몰로지) 스펙트럼 열 {\displaystyle E_{r}^{p,q}}는 다음과 같은 대상들로 이루어진다.
- 어떤 정수 {\displaystyle r_{0}\in \mathbb {Z} }
- 모든 {\displaystyle r\geq r_{0}}에 대하여, {\displaystyle {\mathcal {C}}}의 대상 {\displaystyle E_{r}^{p,q}}
- 공경계 사상 {\displaystyle d_{r}^{p,q}\colon E_{r}^{p,q}\to E_{r}^{p+r,q+1-r}}

이들은 다음을 만족시킨다.
- 모든 정수 {\displaystyle r\geq r_{0}}에 대하여, {\displaystyle d_{r}\circ d_{r}=0}이다.

{\displaystyle \cdots \to E_{r}^{p-2r,q-2+2r}{\xrightarrow {d_{r}}}E_{r}^{p-r,q-1+r}{\xrightarrow {d_{r}}}E_{r}^{p,q}{\xrightarrow {d_{r}}}E_{r}^{p+r,q+1-r}{\xrightarrow {d_{r}}}E_{r}^{p+2r,q+2-2r}\to \cdots }
- {\displaystyle H(E_{r}^{p,q})=\ker d_{r}^{p,q}/\operatorname {im} d_{r}^{p-r,q-1+r}\cong E_{r+1}^{p,q}}이다.

호몰로지 스펙트럼 열의 경우 대신 {\displaystyle E_{p,q}^{r}}로 쓰고, 이 경우 공경계 사상 대신 경계 사상
{\displaystyle \partial _{r}\colon E_{p,q}^{r}\to E_{p-r,q-1+r}^{r}}
을 사용한다.

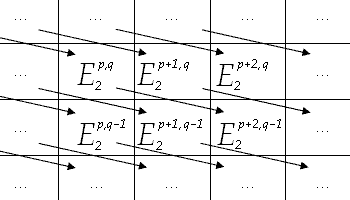
코호몰로지 스펙트럼 수열 의 형상화

그림과 같이, 보통 스펙트럼 열은 주어진 {\displaystyle r}에 대한 일련의 2차원 행렬들로 형상화한다. 즉, 스펙트럼 열은 "쪽"이 {\displaystyle r_{0},r_{0}+1,\dots }인 "책"을 이루며, 책의 {\displaystyle r\geq r_{0}}번째 쪽에는 {\displaystyle (p,q)}에 의하여 지표화된 2차원 행렬이 수록되어 있다.

### 수렴과 퇴화
스펙트럼 열 {\displaystyle E_{r}^{p,q}}이 주어졌다고 하자. 만약 각 {\displaystyle (p,q)}에 대하여, 다음 조건을 만족시키는 정수 {\displaystyle r_{0}(p,q)}가 존재한다고 하자.
{\displaystyle d_{r}^{p-r,q+r+1}=0\qquad \forall r\geq r_{0}(p,q)}
{\displaystyle d_{r}^{p,q}=0\qquad \forall r\geq r_{0}(p,q)}
그렇다면, 주어진 {\displaystyle (p,q)}에 대하여 {\displaystyle E_{r}^{p,q}}는 충분히 큰 {\displaystyle r}에 대하여 같아진다. 이를 {\displaystyle E_{\infty }^{p,q}}라고 하고, {\displaystyle E_{r}^{p,q}}가 여과 지표(濾過指標, 영어: filtration index) {\displaystyle p}에 대하여 {\displaystyle E_{\infty }^{p,q}}로 수렴(收斂, 영어: converge, abut)한다고 한다. 이는 기호로 다음과 같이 적는다.
{\displaystyle E_{r}^{p,q}\Rightarrow _{p}E_{\infty }^{p,q}}
보통 {\displaystyle E_{\infty }^{p,q}}는 여과 {\displaystyle F^{\bullet }E_{\infty }^{n}}가 갖추어져 있는 대상 {\displaystyle E_{\infty }^{n}}으로부터 다음과 같이 얻어진다.
{\displaystyle E_{\infty }^{p,q}={\frac {F^{p}E_{\infty }^{p+q}}{F^{p+1}E_{\infty }^{p+q}}}}
이 경우 마찬가지로
{\displaystyle E_{r}^{p,q}\Rightarrow _{p}E_{\infty }^{n}}
로 표기한다.
스펙트럼 열 {\displaystyle E_{r}^{p,q}}이 주어졌다고 하자. 만약 다음 조건을 만족시키는 정수 {\displaystyle r_{0}}가 존재한다면, {\displaystyle E_{r}^{p,q}}가 {\displaystyle r_{0}}에서 퇴화(退化, 영어: degenerate)한다고 한다.
{\displaystyle d_{r}^{p,q}=0\qquad \forall p,q\in \mathbb {Z} ,\;r\geq r_{0}}
스펙트럼 열이 퇴화하는 것은 스펙트럼 열이 수렴하는 것보다 더 강한 조건이다.

### 제1 사분면 스펙트럼 열
제1 사분면 스펙트럼 열(第一四分面spectrum列, 영어: first-quadrant spectral sequence)는 다음 조건을 만족시키는 스펙트럼 열이다.
- 만약 {\displaystyle p<0} 또는 {\displaystyle q<0}이라면 {\displaystyle E_{r}^{p,q}=0}

즉, 모든 쪽에서 성분이 오직 제1 사분면에서만 영 대상이 아닌 스펙트럼 열이다. 사실, {\displaystyle r}번째 쪽에서 성분이 제1 사분면에만 존재한다면 그 다음에 오는 모든 쪽에서 성분들은 제1 사분면에서만 존재하게 된다. 따라서, 이 조건은 첫 번째 쪽에서만 확인하면 된다.
제1 사분면 스펙트럼 열은 항상 수렴한다. 구체적으로, 제1 사분면 코호몰로지 스펙트럼 열의 경우
{\displaystyle E_{\infty }^{p,q}=E_{\max\{p+1,q+2\}}^{p,q}}
이며, 호몰로지 스펙트럼 열의 경우 역시
{\displaystyle E_{p,q}^{\infty }=E_{p,q}^{\max\{p+1,q+2\}}}
이다.

#### 코호몰로지 제1 사분면 스펙트럼 열
제1 사분면 코호몰로지 스펙트럼 열
{\displaystyle E_{2}^{p,q}\Rightarrow _{p}E_{\infty }^{p+q}}
이 주어졌다고 하자. 그렇다면, 셋째 쪽의 처음 몇 성분들은 다음과 같다.
{\displaystyle \left|{\underline {\begin{matrix}\vdots &\vdots &\vdots &\vdots \\E_{3}^{0,2}&E_{3}^{1,2}&E_{3}^{2,2}&E_{3}^{3,2}&\cdots \\E_{3}^{0,1}&E_{3}^{1,1}&E_{3}^{2,1}&E_{3}^{3,1}&\cdots \\E_{3}^{0,0}&E_{3}^{1,0}&E_{3}^{2,0}&E_{3}^{3,0}&\cdots \end{matrix}}}\right.\qquad =\qquad \left|{\underline {\begin{matrix}\vdots &\vdots &\vdots &\vdots \\\ker d_{2}^{0,2}&\ker d_{2}^{1,2}&{\tfrac {\ker d_{2}^{2,2}}{\operatorname {im} d_{2}^{0,3}}}&{\tfrac {\ker d_{2}^{3,2}}{\operatorname {im} d_{2}^{1,3}}}&\cdots \\\ker d_{2}^{0,1}&\ker d_{2}^{1,1}&{\tfrac {\ker d_{2}^{2,1}}{\operatorname {im} d_{2}^{0,2}}}&{\tfrac {\ker d_{2}^{3,1}}{\operatorname {im} d_{2}^{1,2}}}&\cdots \\E_{2}^{0,0}&E_{2}^{1,0}&\operatorname {coker} d_{2}^{0,1}&\operatorname {coker} d_{2}^{1,1}&\cdots \end{matrix}}}\right.}
넷째 쪽의 처음 몇 성분들은 다음과 같다.
{\displaystyle \left|{\underline {\begin{matrix}\vdots &\vdots &\vdots &\vdots \\E_{4}^{0,2}&E_{4}^{1,2}&E_{4}^{2,2}&E_{4}^{3,2}&\cdots \\E_{4}^{0,1}&E_{4}^{1,1}&E_{4}^{2,1}&E_{4}^{3,1}&\cdots \\E_{4}^{0,0}&E_{4}^{1,0}&E_{4}^{2,0}&E_{4}^{3,0}&\cdots \end{matrix}}}\right.\qquad =\qquad \left|{\underline {\begin{matrix}\vdots &\vdots &\vdots &\vdots \\\ker d_{3}^{0,2}&\ker d_{3}^{1,2}&\ker d_{3}^{2,2}&{\tfrac {\ker d_{3}^{3,2}}{\operatorname {im} d_{3}^{0,4}}}&\cdots \\\ker d_{2}^{0,1}&\ker d_{2}^{1,1}&{\tfrac {\ker d_{2}^{2,1}}{\operatorname {im} d_{2}^{0,2}}}&\operatorname {coker} d_{3}^{0,3}&\cdots \\E_{2}^{0,0}&E_{2}^{1,0}&\operatorname {coker} d_{2}^{0,1}&\operatorname {coker} d_{3}^{0,2}&\cdots \end{matrix}}}\right.}
즉, 이 스펙트럼 열은 다음과 같은 성분들로 수렴한다.
{\displaystyle \left|{\underline {\begin{matrix}\vdots &\vdots &\vdots &\vdots \\E_{\infty }^{0,2}&E_{\infty }^{1,2}&E_{\infty }^{2,2}&E_{\infty }^{3,2}&\cdots \\E_{\infty }^{0,1}&E_{\infty }^{1,1}&E_{\infty }^{2,1}&E_{\infty }^{3,1}&\cdots \\E_{\infty }^{0,0}&E_{\infty }^{1,0}&E_{\infty }^{2,0}&E_{\infty }^{3,0}&\cdots \end{matrix}}}\right.\qquad =\qquad \left|{\underline {\begin{matrix}\vdots &\vdots &\vdots &\vdots \\\ker d_{3}^{0,2}&\ker d_{3}^{1,2}&\ker d_{3}^{2,2}&{\tfrac {\ker d_{3}^{3,2}}{\operatorname {im} d_{3}^{0,4}}}&\cdots \\\ker d_{2}^{0,1}&\ker d_{2}^{1,1}&{\tfrac {\ker d_{2}^{2,1}}{\operatorname {im} d_{2}^{0,2}}}&\operatorname {coker} d_{3}^{0,3}&\cdots \\E_{2}^{0,0}&E_{2}^{1,0}&\operatorname {coker} d_{2}^{0,1}&\operatorname {coker} d_{3}^{0,2}&\cdots \end{matrix}}}\right.}
수렴한 성분들이 {\displaystyle E_{\infty }^{\bullet }}의 여과에 의하여 주어진다고 하자.
{\displaystyle E_{\infty }^{p,q}={\frac {F^{p}E_{\infty }^{p+q}}{F^{p+1}E_{\infty }^{p+q}}}}
그렇다면 다음이 성립한다.
{\displaystyle E_{2}^{1,0}\cong E_{\infty }^{1,0}={\frac {F^{1}E_{\infty }^{1}}{F^{2}E_{\infty }^{1}}}=F^{1}E_{\infty }^{1}}
{\displaystyle \ker d_{2}^{0,1}\cong E_{\infty }^{0,2}={\frac {F^{0}E_{\infty }^{1}}{F^{1}E_{\infty }^{1}}}={\frac {E_{\infty }^{1}}{F^{1}E_{\infty }^{1}}}}
{\displaystyle \operatorname {coker} d_{2}^{0,1}\cong E_{\infty }^{2,0}={\frac {F^{2}E_{\infty }^{2}}{F^{3}E_{\infty }^{2}}}=F^{2}E_{\infty }^{2}}
따라서, 다음과 같은 열을 적을 수 있다.
{\displaystyle 0\to E_{2}^{1,0}\cong F^{1}E_{\infty }^{1}\hookrightarrow E_{\infty }^{1}\to {\frac {E_{\infty }^{1}}{F^{1}E_{\infty }^{1}}}\cong \ker d_{2}^{0,1}\hookrightarrow E_{2}^{0,1}{\xrightarrow {d_{2}^{0,1}}}E_{2}^{2,0}\twoheadrightarrow \operatorname {coker} d_{2}^{0,1}\cong F^{2}E_{\infty }^{2}\hookrightarrow E_{\infty }^{2}}
여기서 {\displaystyle \ker d_{2}^{0,1}}와 {\displaystyle \operatorname {coker} d_{2}^{0,1}}을 생략하면, 다음과 같은 완전열을 얻는다.
{\displaystyle 0\to E_{2}^{1,0}\to E_{\infty }^{1}\to E_{2}^{0,1}{\xrightarrow {d_{2}^{0,1}}}E_{2}^{2,0}\to E_{\infty }^{2}}
이를 5항 완전열(五項完全列, 영어: five-term exact sequence)이라고 한다.

#### 호몰로지 제1 사분면 스펙트럼 열
마찬가지로, 수렴하는 제1 사분면 호몰로지 스펙트럼 열
{\displaystyle E_{p,q}^{2}\Rightarrow _{p}E_{p+q}^{\infty }}
이 주어졌다고 하고, 수렴한 성분들이 {\displaystyle E_{\bullet }^{\infty }}의 여과에 의하여 주어진다고 하자.
{\displaystyle E_{p,q}^{\infty }={\frac {F_{p}E_{p+q}^{\infty }}{F_{p-1}E_{p+q}^{\infty }}}}
그렇다면, 스펙트럼 열의 처음 몇 성분은 다음과 같다.
{\displaystyle E_{1,0}^{2}\cong E_{1,0}^{\infty }={\frac {F_{1}E_{1}^{\infty }}{F_{0}E_{1}^{\infty }}}={\frac {E_{1}^{\infty }}{F_{0}E_{1}^{\infty }}}}
{\displaystyle \ker \partial _{2,0}^{2}\cong E_{2,0}^{\infty }={\frac {F_{2}E_{2}^{\infty }}{F_{1}E_{2}^{\infty }}}={\frac {E_{2}^{\infty }}{F_{1}E_{2}^{\infty }}}}
{\displaystyle \operatorname {coker} \partial _{2,0}^{2}\cong E_{0,1}^{\infty }={\frac {F_{0}E_{\infty }^{2}}{F_{-1}E_{\infty }^{2}}}=F_{0}E_{\infty }^{2}}
이따라서, 다음과 같은 열을 적을 수 있다.
{\displaystyle E_{2}^{\infty }\twoheadrightarrow {\frac {E_{2}^{\infty }}{F_{1}E_{2}^{\infty }}}\cong \ker \partial _{2,0}^{2}\hookrightarrow E_{2,0}^{2}{\xrightarrow {\partial _{2,0}^{2}}}E_{0,1}^{2}\twoheadrightarrow \operatorname {coker} \partial _{2,0}^{2}\cong F_{0}E_{1}^{\infty }\hookrightarrow E_{1}^{\infty }\twoheadrightarrow {\frac {E_{1}^{\infty }}{F_{0}E_{1}^{\infty }}}\cong E_{1,0}^{2}\to 0}
여기서 {\displaystyle \ker \partial _{2,0}^{2}}와 {\displaystyle \operatorname {coker} \partial _{2,0}^{2}}을 생략하면, 다음과 같은 5항 완전열을 얻는다.
{\displaystyle E_{2}^{\infty }\to E_{2,0}^{2}{\xrightarrow {\partial _{2,0}^{2}}}E_{0,1}^{2}\to E_{1}^{\infty }\to E_{1,0}^{2}\to 0}

## 구성
스펙트럼 열은 보통 완전쌍이나 사슬 복합체의 여과로부터 발생한다.

### 완전쌍
어떤 아벨 범주 속에서의 완전쌍(完全雙, 영어: exact couple) {\displaystyle (A,E,f,g,h)}은 다음과 같은 데이터로 구성된다.
- 두 개의 대상 {\displaystyle A}, {\displaystyle E}
- 사상 {\displaystyle A{\xrightarrow {f}}A{\xrightarrow {g}}E{\xrightarrow {h}}A}

이들은
{\displaystyle \operatorname {im} f=\ker g}
{\displaystyle \operatorname {im} g=\ker h}
{\displaystyle \operatorname {im} h=\ker f}
를 만족시켜야 한다. 즉, 다음 그림이 완전열을 이룬다.
{\displaystyle {\begin{matrix}A\qquad &{\xrightarrow {f}}&\qquad A\\{\scriptstyle h}\nwarrow &&\swarrow \scriptstyle g\\&E\end{matrix}}}
완전쌍 {\displaystyle (A,E,f,g,h)}의 유도 완전쌍(誘導完全雙, 영어: derived exact couple) {\displaystyle (A',E',f',g',h')}은 다음과 같은 완전쌍이다.
- {\displaystyle d=g\circ h}
- {\displaystyle A'=\operatorname {im} f}
- {\displaystyle E'=\ker d/\operatorname {im} d}
- {\displaystyle f'=f|_{A}\colon A'\to A'}
- {\displaystyle g'\colon A'\to E'}는 (모든 아벨 범주는 구체적 범주로 나타낼 수 있으므로) {\displaystyle g'\colon a'\mapsto g(f^{-1}(a'))}이다. 이 경우, {\displaystyle f^{-1}(a')}의 선택이 상관없음을 보일 수 있다.
- {\displaystyle h'\colon E'\to A'}는 {\displaystyle h\colon C\to A}에 의하여 유도된다. 즉, {\displaystyle h\colon [e]\mapsto h(e)}이다. 이 경우, {\displaystyle g(h(e))=0}이므로 항상 {\displaystyle g(h(e))=f(a)}인 {\displaystyle a\in A}가 존재하며, 따라서 {\displaystyle h(e)\in f(A)=A'}이다.

이를 반복하여, {\displaystyle n}차 유도 완전쌍 {\displaystyle (A^{(n)},E^{(n)},f^{(n)},g^{(n)},h^{(n)})}을 정의할 수 있다. 그렇다면,
{\displaystyle E^{(0)}{\stackrel {d}{\Rightarrow }}E^{(1)}{\stackrel {d^{(1)}}{\Rightarrow }}E^{(2)}\Rightarrow \cdots }
는 스펙트럼 열을 이룬다. (보통, {\displaystyle A} 및 {\displaystyle C}는 두 개의 등급을 갖는다.) 알려진 대부분의 스펙트럼 열은 이와 같이 완전쌍으로부터 유도된다.

### 여과 복합체의 스펙트럼 열
사슬 복합체 {\displaystyle (C_{\bullet },\partial _{\bullet })}에 증가하는 여과 {\displaystyle F_{\bullet }(C_{\bullet })}가 주어졌다고 하자. 즉,
{\displaystyle F_{p}C_{\bullet }\subseteq F_{p+1}C_{\bullet }}
라고 하자. 또한, 경계 {\displaystyle \partial }가 여과와 호환된다고 하자. 즉,
{\displaystyle \partial (F_{p}C_{n})\subseteq \partial (F_{p}C_{n+1})}
이라고 하자. 그렇다면, 다음과 같은 완전 그림이 존재한다.
{\displaystyle {\begin{matrix}&\vdots &&\vdots &&\vdots &&\vdots \\&\downarrow \scriptstyle f&&\downarrow &&\downarrow \scriptstyle f&&\downarrow \\\cdots \to &H_{n+1}(F_{p}C^{\bullet })&{\xrightarrow {g}}&H_{n+1}(F_{p}C^{\bullet }/F_{p-1}C^{\bullet })&{\xrightarrow {h}}&H_{n}(F_{p-1}C^{\bullet })&{\xrightarrow {g}}&H_{n}(F_{p-1}C^{\bullet }/F_{p-2}C^{\bullet })&\to \cdots \\&\downarrow \scriptstyle f&&\downarrow &&\downarrow \scriptstyle f&&\downarrow \\\cdots \to &H_{n+1}(F_{p+1}C^{\bullet })&{\xrightarrow {g}}&H_{n+1}(F_{p+1}C^{\bullet }/F_{p}C^{\bullet })&{\xrightarrow {h}}&H_{n}(F_{p}C^{\bullet })&{\xrightarrow {g}}&H_{n}(F_{p}C^{\bullet }/F_{p-1}C^{\bullet })&\to \cdots \\&\downarrow \scriptstyle f&&\downarrow &&\downarrow \scriptstyle f&&\downarrow \\&\vdots &&\vdots &&\vdots &&\vdots \end{matrix}}}
여기에
{\displaystyle A=\bigoplus _{p,q}H_{q}(F_{p}C^{\bullet })}
{\displaystyle E=\bigoplus _{p,q}H_{q}(F_{p}C^{\bullet }/F_{p-1}C^{\bullet })}
를 정의한다면,
- {\displaystyle f\colon A\to A}
- {\displaystyle g\colon A\to E}
- {\displaystyle h\colon E\to A}

를 정의할 수 있다. 이는 완전쌍을 이루며, 이로부터 스펙트럼 열을 정의할 수 있다.

## 예
{\displaystyle X}가 CW 복합체이며, {\displaystyle X_{p}}가 그 {\displaystyle p}차원 뼈대라고 하자. 그렇다면 다음과 같은 완전 도형이 존재한다.
{\displaystyle {\begin{matrix}&\vdots &&\vdots &&\vdots &&\vdots \\&\downarrow \scriptstyle f&&\downarrow &&\downarrow \scriptstyle f&&\downarrow \\\cdots \to &H_{n+1}(X_{p})&{\xrightarrow {g}}&H_{n+1}(X_{p},X_{p-1})&{\xrightarrow {h}}&H_{n}(X_{p-1})&{\xrightarrow {g}}&H_{n}(X_{p-1},X_{p-2})&\to \cdots \\&\downarrow \scriptstyle f&&\downarrow &&\downarrow \scriptstyle f&&\downarrow \\\cdots \to &H_{n+1}(X_{p+1})&{\xrightarrow {g}}&H_{n+1}(X_{p+1},X_{p})&{\xrightarrow {h}}&H_{n}(X_{p})&{\xrightarrow {g}}&H_{n}(X_{p},X_{p-1})&\to \cdots \\&\downarrow \scriptstyle f&&\downarrow &&\downarrow \scriptstyle f&&\downarrow \\&\vdots &&\vdots &&\vdots &&\vdots \end{matrix}}}
이에 따라,
{\displaystyle A=\bigoplus _{p,q}H_{q}(X_{p})}
{\displaystyle E=\bigoplus _{p,q}H_{q}(X_{p},X_{p-1})}
로 놓으면,
- {\displaystyle f\colon A\to A}
- {\displaystyle g\colon A\to E}
- {\displaystyle h\colon E\to A}

를 정의할 수 있다. 이는 완전쌍을 이루며, 이로부터 유도되는 스펙트럼 열은 {\displaystyle E_{p,q}^{2}}에서 끝난다. 이를 통해, 세포 코호몰로지가 특이 코호몰로지와 동형임을 보일 수 있다.

## 역사
장 르레가 1946년 층 코호몰로지를 계산하기 위하여 도입하였다. 이는 오늘날 르레 스펙트럼 열로 불리며, 유도 함자에 대한 그로텐디크 스펙트럼 열의 특수한 경우다. 1951년에 장피에르 세르는 르레 스펙트럼 열 가운데, 층 코호몰로지가 특이 코호몰로지가 되는 특수한 경우인 세르 스펙트럼 열에 대하여 연구하였다.
르레는 원래 "스펙트럼 열"이라는 용어를 사용하지 않았으나, 1949년 논문에서 최초로 "스펙트럼 환"(프랑스어: anneau spectral)라는 용어를 사용하였고, 이듬해 장피에르 세르가 이를 "스펙트럼 열"(프랑스어: suite spectrale)으로 개량하였다. 존 매클리어리(영어: John McCleary)에 따르면, 아마 이 이름은 스펙트럼 열의 각 성분을 어떤 미분 연산자의 스펙트럼을 구성하는 고윳값에 비유하여 붙인 것이라고 한다. 라비 바킬(영어: Ravi Vakil)은 스펙트럼 열(영어: spectral sequence 스펙트럴 시퀀스[*])이 이런 이름이 붙은 것은 마치 귀신(영어: specter 스펙터[*])처럼 "무시무시하고 사악하고 위험한"(영어: terrifying, evil, and dangerous) 대상이기 때문이라고 농으로 비유하였다.
1952년에 윌리엄 슈마허 매시(영어: William Schumacher Massey)는 스펙트럼 열을 정의하는 완전쌍의 개념을 발견하였다. 1957년에 알렉산더 그로텐디크는 층 코호몰로지의 르레 스펙트럼 열과 군 코호몰로지의 린던-호흐실트-세르 스펙트럼 열을 그로텐디크 스펙트럼 열로 일반화하였다.
곧 애덤스 스펙트럼 열(영어: Adams spectral sequence), 아티야-히르체브루흐 스펙트럼 열(Atiyah–Hirzebruch spectral sequence), 복시테인 스펙트럼 열 등 스펙트럼 열의 수많은 예들이 발견되었다.